# Alpina Roadster S
Der Alpina Roadster S ist ein Sportwagen des Kleinserienherstellers Alpina Burkard Bovensiepen, der auf dem Z4 der ersten Generation von BMW basiert. Gefertigt wurde er ausschließlich als Roadster und war sowohl mit einem Hardtop als auch mit einem Cabrioverdeck erhältlich.

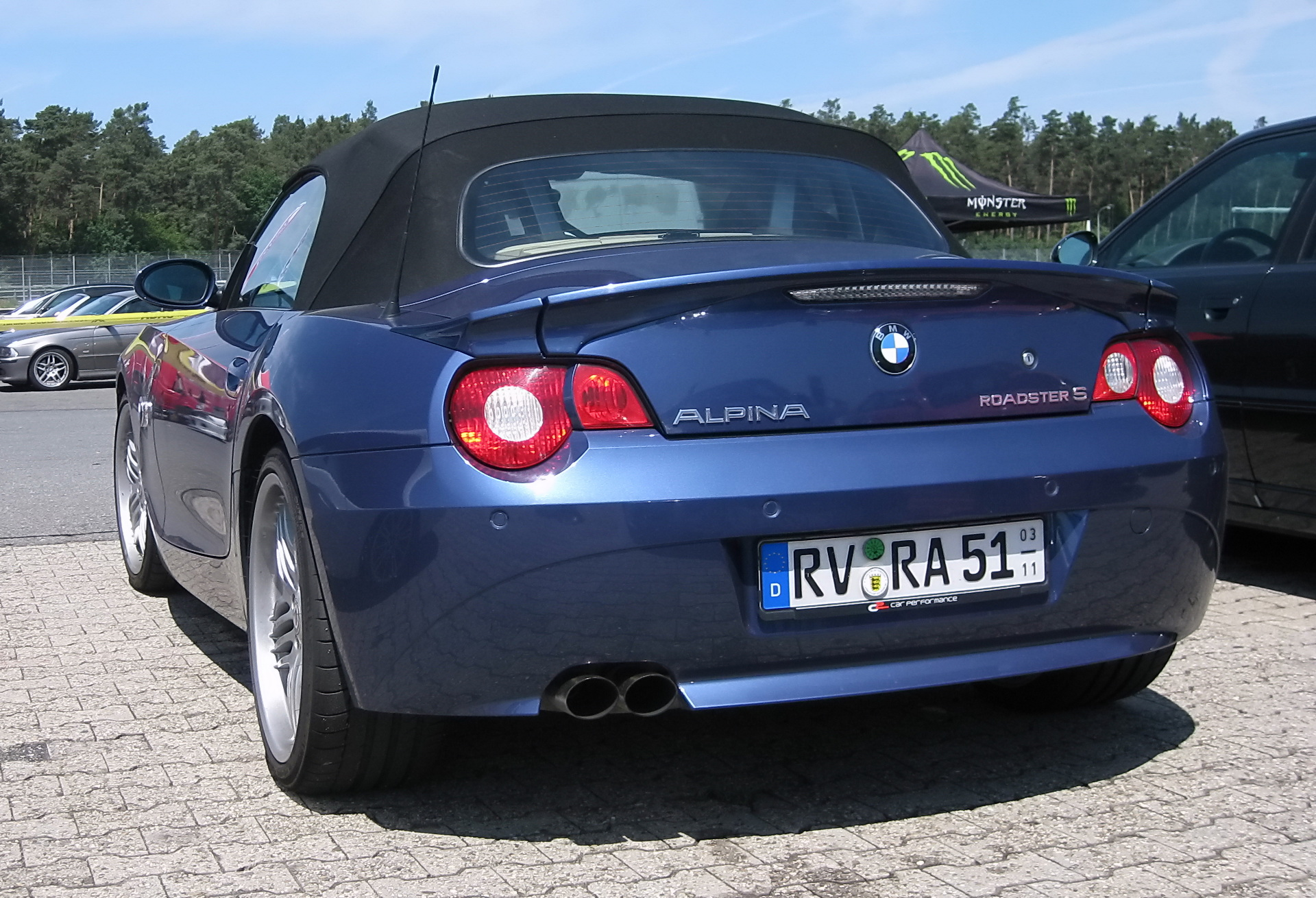
Heckansicht der Softtop-Version

## Technische Daten
|                                                                  | Hardtop                      | Softtop                      |
| ---------------------------------------------------------------- | ---------------------------- | ---------------------------- |
| Motortyp                                                         | Ottomotor                    | Ottomotor                    |
| Motorbauart                                                      | R6                           | R6                           |
| Hubraum                                                          | 3346 cm³                     | 3346 cm³                     |
| max. Leistung                                                    | 221 kW (300 PS) bei 6300/min | 221 kW (300 PS) bei 6300/min |
| max. Drehmoment                                                  | 362 Nm bei 4800/min          | 362 Nm bei 4800/min          |
| Höchstgeschwindigkeit                                            | 270 km/h                     | 265 km/h                     |
| Beschleunigung 0–100 km/h                                        | 5,3 s                        | 5,3 s                        |
| Antrieb                                                          | Hinterradantrieb             | Hinterradantrieb             |
| Getriebe                                                         | Sechs-Gang-Schaltgetriebe    | Sechs-Gang-Schaltgetriebe    |
| Kraftstoffverbrauch (nach EWG-Richtlinie, kombiniert auf 100 km) | 9,9 l SP                     | 9,9 l SP                     |
| CO2-Emission, kombiniert                                         | 231 g/km                     | 231 g/km                     |
| Abgasnorm nach EU-Klassifikation                                 | Euro 3                       | Euro 3                       |